# Hanefijski mezheb
Hanefijski mezheb je jedna od četiri pravne škole (mezheba) u sunitskom islamu. Škola je imenovana prema osnivaču Imamu Ebu Hanifi, učenjaku iranskog podrijetla koji je živio u Mezopotamiji. Nauk ovog mezheba se smatra jednim od najslobodnijih nauka islama koji je otvoren za nove ideje. Među značajnije povijesne države koje su slijedile ovaj nauk spadaju Abasidski Kalifat, Osmansko i Mogulsko Carstvo, a danas ga slijede muslimani iz većeg dijela Indijskog potkontinenta, središnje Azije, Rusije, Kavkaza, Turske, Levanta, Egipta i Balkana.

## Poveznice
- Hanefijski mezheb
- Mezheb
- Suniti
- Islam